# ريتشارد لويس (لاعب كرة مضرب)
ريتشارد لويس (بالإنجليزية: Richard Lewis)‏ هو لاعب كرة مضرب بريطاني، ولد في 6 ديسمبر 1954 في لندن في المملكة المتحدة.

## وصلات خارجية
- ريتشارد لويس على موقع رابطة محترفي التنس (الإنجليزية)
- ريتشارد لويس على موقع الاتحاد الدولي لكرة المضرب (الإنجليزية)
- ريتشارد لويس على موقع كأس ديفيز (الإنجليزية)
- ريتشارد لويس على موقع خلاصة التنس.كوم (الإنجليزية)